# Galen vetenskapsman

En stereotyp av en galen vetenskapsman.

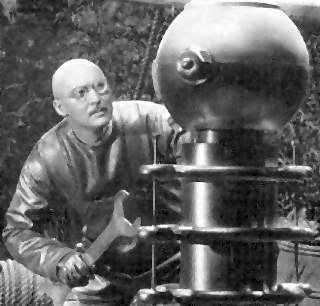
Den fiktiva karaktären Dr Alexander Thorkel i science fiction-skräckfilmen Dr. Cyclops från 1940 är ett typiskt exempel på den galna vetenskapsmannen.

En galen vetenskapsman, galen professor eller galet geni är en arketypisk rollfigur i fiktiva berättelser. Figuren är nästan alltid en man, men även kvinnliga exempel förekommer. Förebilden är Victor Frankenstein ur romanen Frankenstein av Mary Shelley från 1818.
Den galne vetenskapsmannen är extremt intelligent, men har bristande moral och kan framstå som psykopatisk. De motiveras ofta av hämndbegär och arbetar oftast ensamma eller med en assistent. 
En galen vetenskapsman påminner om, men är inte helt lik, ett ondskefullt geni. Ondskefulla genier skiljer sig från galna vetenskapsmän genom att de förra är slugt beräknande, sadistiska och kan vara socialt kompetenta, medan de senare är asociala och mycket väl kan ha mänsklighetens bästa för ögonen, men kanske inte inser sina handlingars konsekvenser.

## Galna vetenskapsmän i fiktion
- Baxter Stockman – Teenage Mutant Ninja Turtles
- Dexter – Dexters laboratorium
- Carl A. Rotwang – Metropolis (1927)
- Doktor Viktor von Doom – Marvel
- Dr. No – Agent 007 med rätt att döda
- Doktor Grym – Piff och Puff – Räddningspatrullen
- Dr. Heinz Doofenshmirtz – Phineas och Ferb
- Doktor Octopus – Spindelmannen
- Doktor Sivana – Captain Marvel
- Dr. Strangelove – Dr. Strangelove eller: Hur jag slutade ängslas och lärde mig älska bomben
- Dr Wily – Mega Man
- Karbunkle – Biker Mice from Mars
- Mr Freeze – Batman
- Poison Ivy – Batman. Utmärkande genom att vara galen vetenskapskvinna.
- Professor Farnsworth – Futurama
- The Sims, där "galen vetenskapsman" är det högsta yrket en spelfigur kan ha i vetenskapskarriären.
- Victor Frankenstein – Frankenstein
- Yuri – Command & Conquer: Red Alert 2